# Monoadelfo
monoadelfos, na botânica, são estames com filetes soldados em maior ou menor extensão em um único feixe.